# Bakersfield
För andra betydelser, se Bakersfield (olika betydelser).
Bakersfield är en stad i Kern County i den amerikanska delstaten Kalifornien med en yta av 296,3  km² och en befolkning, som uppgår till cirka 318 000 invånare (2006). Cirka 32% av befolkningen är spansktalande. Av befolkningen lever cirka 18% under fattigdomsgränsen. 
Staden är belägen i den södra delen av centrala Kalifornien cirka 190 kilometer norr om Los Angeles och cirka 480 kilometer sydost om huvudstaden Sacramento.
Stadens ekonomi är i stor utsträckning beroende av jordbruk och förädling av jordbruksprodukter samt raffinering av olja.
Staden blev känd för många svenskar vid 1970-talets slut då ett stort antal familjer ställde upp som så kallade exchange-student families för yngre svenska studenter.
Bakersfield har även varit hemmaplan för ett stort antal musiker med sitt speciella Bakersfield Sound.